# Boules aux Jeux mondiaux de 2022
Navigation
Wrocław 2017 Chengdu 2025
Les épreuves de boules des Jeux mondiaux de 2022 ont lieu les 12 et 13 juillet 2022 à Birmingham dans le Bessie Estell Park au sein de l'université de Birmingham..
Seules la pétanque et la lyonnaise sont au programme et les épreuves sont exclusivement féminines

## Organisation
Conformément au règlement, les nations qualifiées sont celles qui ont obtenu les meilleurs totaux par épreuve lors de la coupe du monde féminine de Mersin (Turquie) et du Championnat du Monde d’Alassio (Italie). Les nations qui ont obtenu leur qualification ont toute liberté pour la sélection des athlètes qui les représenteront.
| Lyonnaise | Lyonnaise                                                                                                  | Pétanque | Pétanque |
| Tir de précision | Progressive                                                                                                | Tir de précision | Classique (doublette) |
| --- | --- | --- | --- |
| - Sabrina Polito Molina - Fatiha Targhaoui - Natasa Antonjak - Nives Jelovica - Tanja Marc - Floriane Amar - Marika Depetris | - Petra Pivk Lukancic - Ria Vojkovic - Melisa Polito Molina - Carla Cabrera - Gaia Gamba - Ophélie Armanet | - Jessica Meskens - Ouk Sreymom - Carole Berube - Katrine Junge - Caroline Bourriaud - Eileen Jenal - Phantipha Wongchuvej - Rebekah Howe | - Nancy Barzin / Jessica Meskens - Un Sreya Cam / Ouk Sreymon - Carole Berube / Sonia Coulombe - Line Hjorth / Katrine Junge - Nadège Baussian / Caroline Bourriaud - Verena Gabe / Eileen Jenal - Nantawan Fue Angsanit / Phantipha Wongchuvej - Janice Bissonnette / Rebeka Howe |

Pour les épreuves de tir, la première phase de qualification permet d'établir un premier classement puis les quatre premières du tableau s'affrontent en phase finale éliminatoire.
En double, deux groupes seront constitués et les deux premiers s'affrontent en phase finale .

## Médaillées
| Épreuves                     | Or                               | Argent                                       | Bronze                                                 |
| ---------------------------- | -------------------------------- | -------------------------------------------- | ------------------------------------------------------ |
| Pétanque (Doublette)         | Cambodge- Ouk Sreymom - Un Sreya | France- Nadège Baussian - Caroline Bourriaud | Thaïlande- Nantawan Fueangsanit - Phantipha Wongchuvej |
| Pétanque (Tir de précision)  | Ouk Sreymom                      | Bekah Howe                                   | Phantipha Wongchuvej                                   |
| Lyonnaise (Progressive)      | Ophélie Armanet                  | Ria Vojković                                 | Gaia Gamba                                             |
| Lyonnaise (Tir de précision) | Nives Jelovica                   | Marika Depetris                              | Nataša Antonjak                                        |

## Tableau des médailles
- Pays organisateur

| Rang  | Nation     | Or | Argent | Bronze | Total |
| ----- | ---------- | -- | ------ | ------ | ----- |
| 1     | Cambodge   | 2  | 0      | 0      | 2     |
| 2     | Croatie    | 1  | 1      | 0      | 2     |
| 2     | France     | 1  | 1      | 0      | 2     |
| 4     | Italie     | 0  | 1      | 1      | 2     |
| 5     | États-Unis | 0  | 1      | 0      | 1     |
| 6     | Thaïlande  | 0  | 0      | 2      | 2     |
| 7     | Serbie     | 0  | 0      | 1      | 1     |
| Total | Total      | 4  | 4      | 4      | 12    |